# Dominique Uber
Dominique Uber, née le 18 août 1970, est une artiste, chorégraphe, danseuse, coach d'acteur, conférencière, comédienne et actrice française.
Elle commence sa carrière au CH-Tanztheater de Zürich avant de rejoindre la Compagnie Maguy Marin qui la propulse sur la scène internationale de 1992 à 2005. En parallèle à sa collaboration avec Maguy Marin, elle fonde en 2002 la Compagnie Doppler, qui donne naissance à plusieurs œuvres. Elle s'illustre notamment dans May B, créée en 1981 au CNDC, qu'elle interprétera plus de 350 fois. À ce jour, elle a réalisé une vingtaine de pièces dont elle est l'auteure, et des milliers de performances chorégraphiques.

## Biographie
Alors âgée de 6 ans, elle commence son initiation à la danse classique avec Janis Godfrey, danseuse et professeur d’origine britannique. 
À 14 ans, elle étudie le ballet à l’Académie de danse Princesse Grace de Monaco avec Marika Besobrasova, avant de rejoindre l'Imperial Society of Teachers of Dancing à Londres à 17 ans, où elle obtient le Diplôme de Classical Ballet & Modern Dance. 
Elle entre ensuite au Conservatoire national supérieur de musique et de danse de Lyon en 1988, où elle travaille au sein de l’Ensemble Chorégraphique avec Benjamin Millepied, Mathilde Monnier, Philippe Tréhet, Régine Chopinot, Viola Farber, Jean-François Duroure et Hervé Robbe. En 1990, elle obtient le Diplôme National d'Études Supérieures Chorégraphiques du CNSM, puis commence sa carrière de danseuse professionnelle et de chorégraphe. Elle débute en 1991, où elle intègre le CH-Tanztheater de Zürich. Elle y interprète plusieurs pièces : « Au pied du mur », « Les reines », « Spuren ou balades pour œuvres d’art », « Hekabe und ihre töchter »... 

### Tournées avec Maguy Marin
En 1992, elle rentre au sein de la Compagnie Maguy Marin, avec laquelle elle tourne à travers le monde, dans plus de 30 pays, dans les principaux festivals internationaux de danse-théâtre, explorant l'univers de la danse contemporaine quatorze ans durant, au sein de pièces multiples : « May B », « Waterzooi », « Ramdam », « Aujourd'hui peut-être », « Grosse fugue », « Les applaudissements ne se mangent pas… », « Pièces détachées », etc. Elle y entraîne les danseurs de la Compagnie, mais aussi les danseurs professionnels de la Ménagerie de Verre et du Centre national de la Danse.

### Danse-théâtre
En 2001, elle intègre le Groupe Zoïle, un collectif de chorégraphes-interprètes, peu avant la fondation de sa propre compagnie, la Compagnie Doppler. Elle poursuit à partir de septembre 2002 un travail de recherche musical et chorégraphique en association avec le groupe Contre et le musicien Patrick Charbonnier qui donnera lieu à différentes créations. En 2005, elle entame une collaboration avec Christie Lehuédé d’où naîtra la pièce Autopsie d’une émotion lll.
Durant trois ans, elle collabore avec la chorégraphe Carolyn Carlson au Centre chorégraphique national Roubaix - Hauts-de-France et à l’Atelier de Paris-Carolyn Carlson.
Elle est choisie par Daniel Larrieu pour être l'interprète du Sujet à Vif au Festival d’Avignon 2007.

### Masterclasses
Elle donne de nombreuses master class pour comédiens et danseurs professionnels sur le thème de la présence scénique, à Séoul, Tokyo, Tsukuba, Biwako, Salvador de Bahia, Santiago, Tel Aviv et Reggio Emilia.
Également de nombreuses interventions en tant que spécialiste de la danse-théâtre, notamment à l'université Waseda, à l'Université de Santiago, au Harbourfront Center à Toronto, à l'Université Lyon 2 (Formations Arts de la Scène, de l'Image et de l'Écran), à l’INSA, à l’Université Paul Sabatier et à l'Université du Mirail.

### Interventions en milieu scolaire
Elle intervient dans le Plan d’éducation artistique et culturelle pour l’Éducation nationale, où elle effectue de nombreuses interventions en tant qu’enseignante. Professeur chargée du développement et de la coordination de la section danse classique et contemporaine au Conservatoire Eustache-du-Caurroy, elle intervient également en milieu scolaire en zone d’éducation prioritaire (ZEP) sous l’égide de la Maison des arts et de la culture de Créteil, auprès d’enfants autiste en IME. Elle donne des stages pour les enseignants de l’Education nationale ainsi que des ateliers chorégraphiques pour les élèves de l’option danse du BAC, des stages de danse contemporaine pour étudiants de l’IUFM de Lyon et de l’Université de Séoul du département danse.

### Théâtre
De 2011 à 2013, elle est comédienne dans différentes pièces du metteur en scène Yves-Noël Genod. Sa première apparation se fait dans « Chic by Accident » avec Jeanne Balibar, Valérie Dréville, présentée en ouverture du Festival Etrange Cargo 2011 à la Ménagerie de Verre. En 2012, nous la retrouvons dans « Je mʼoccupe de vous personnellement » au Théâtre du Rond-Point, aux côtés de Valérie Dréville et de Lorenzo de Angelis. En 2013, elle joue dans « Le moi danse » au Point Ephémère pour le Festival Petites Formes (D)cousues, avec Camille Laurens, Emmanuel Lagarrigue et Damien Gajda. Enfin, elle prend part à la pièce « 1er avril » sortie en 2014 au Théâtre des Bouffes du Nord sous la direction d'Yves-Noël Genod.

### Cinéma

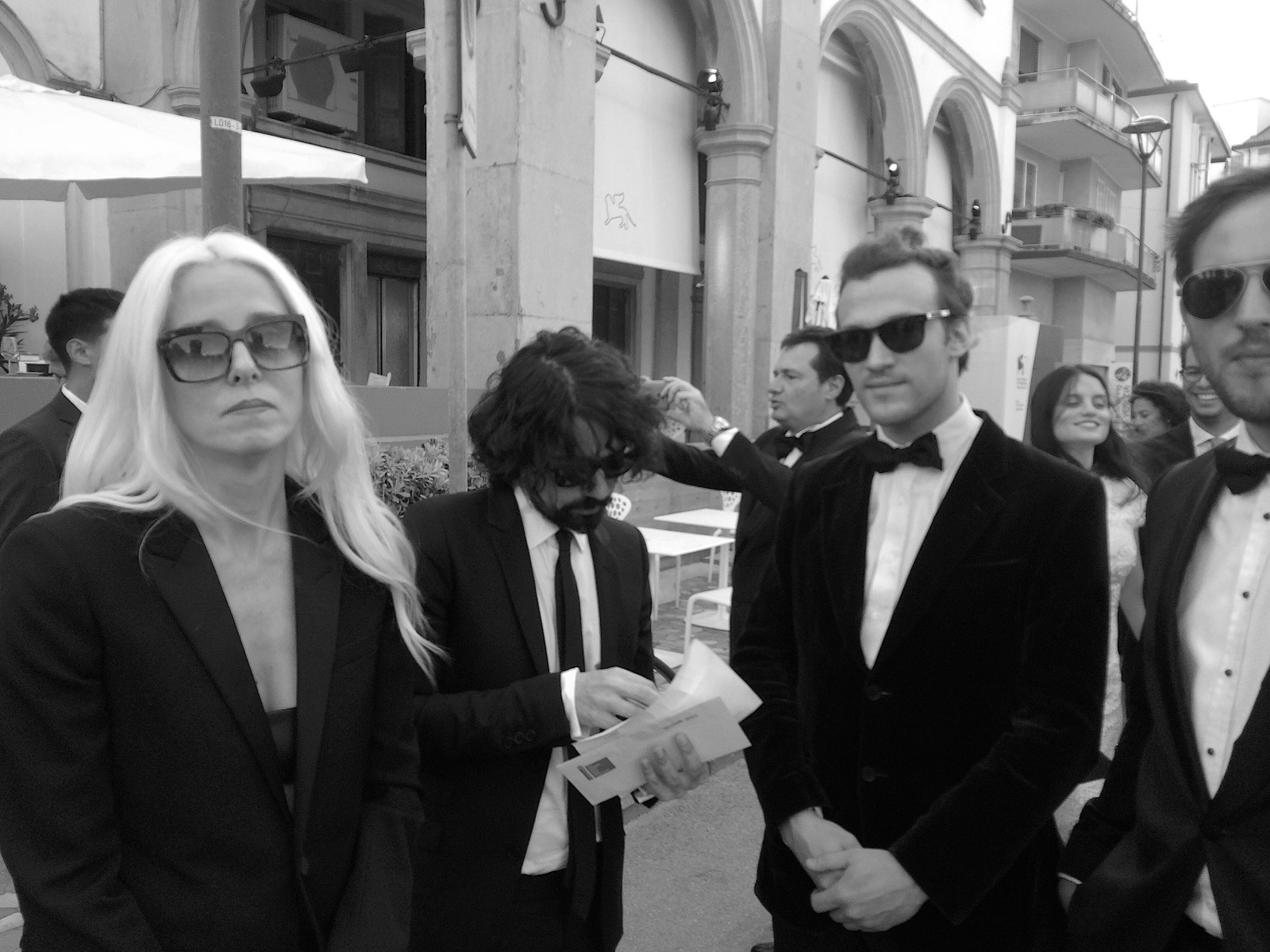

Elle entame une carrière d’actrice durant laquelle elle joue notamment aux côtés de Dominique Pinon. En 2010, elle débute dans le cinéma par The Host and the Cloud, une production du plasticien français Pierre Huyghe, avec comme cadre de tournage le Musée désormais fantôme des Arts et Traditions populaires. Le film est programmé à la Marian Goodman Gallery de Paris, New York et Londres, ainsi qu’à l’Espace Louis Vuitton de Tokyo, au Centre Georges Pompidou et au MoMA. Les projections sont organisées conjointement avec l’installation de la sculpture de Pierre Huyghe Untilled (Liegender Frauenakt) dans l'Abby Aldrich Rockefeller Sculpture Garden. Deuxième rôle dans Ferdinand Knapp d’Andrea Baldini, elle incarne la femme de Ferdinand, lui-même interprété par Dominique Pinon, et Philippe du Janerand (son double). Le film passe en sélection officielle de la Mostra de Venise 2014, au Festival de Cannes 2014 et dans quatre-vingts autres festivals.
Elle s'adonne également au coaching d'acteur. En 2011, elle entraîne Sophie Quinton pour son rôle dans Poupoupidou de Gérald Hustache-Mathieu où elle incarne le personnage de Marilyn Monroe.

## Filmographie
- 2010 : The Host and the Cloud de Pierre Huyghe
- 2014 : Ferdinand Knapp d'Andréa Baldini

## Théâtre
- 2011 : Chic by Accident, Yves-Noël Genod, Festival Etrange Cargo, Ménagerie de Verre, Paris.
- 2012 : Je mʼoccupe de vous personnellement, Yves-Noël Genod, Théâtre du Rond-Point, 31 mai - 24 juin 2012, Paris.
- 2013 : Le moi danse, Yves-Noël Genod, Point Ephémère, Festival Formes D-cousues, Paris.
- 2014 : 1er avril, Yves-Noël Genod, Théâtre des Bouffes du Nord, Paris.

## Œuvres chorégraphiques
- 1992-2005 : May B, Compagnie Maguy Marin.
- 1993-2000 : Waterzooï, Compagnie Maguy Marin.
- 1994-2002 : Ramdam, Compagnie Maguy Marin.
- 1995-1998 : Aujourd’hui peut-être…, Compagnie Maguy Marin.
- 2002-2005 : Les applaudissements ne se mangent pas, Compagnie Maguy Marin.
- 1995-1995 : Pièces détachées, Compagnie Maguy Marin.
- 1998 : Grosse fugue, Compagnie Maguy Marin.
- 1993 : auteur-interprète de XXXY, duo, Centre chorégraphique national de Créteil.
- 2000 : auteure-interprète de Electro-coq, duo, Centre chorégraphique national de Rillieux-la-Pape.
- 2001 : auteure-interprète de L’intuition de la matière, Les Subsistances (SUBS), Lyon.
- 2002 : auteure-interprète de Horace Phreg, création collective de chorégraphes associés, Groupe Zoïle, co-produite par le Centre chorégraphique national de Rillieux-la-Pape, Théatre Sévelin 36 (Lausanne), Théâtre Jean Vilar (Bourgoin-Jallieu), Le Tobbogan (Décines-Charpieu), RAMDAM, un centre d'art (Saint-Foy-les-Lyons).
- 2003 : création du triptyque chorégraphique Jeux de mains, Baudruche party et Nœuds, Rillieux-la-Pape.
- 2003 : auteure-interprète de Carramba ! encore râté !, Compagnie Doppler, Musée d’Art moderne de Saint-Etienne, Théâtre de la Platte (Lyon), Festival Chaos Danse (Villeurbanne), RAMDAM, un centre d'art (Saint-Foy-les-Lyons).
- 2004 : interprète de Paysage Monde, Florence Girardon, Compagnie Zélid.
- 2004 : création de Décadrage, Compagnie Doppler, Théâtre des Bernardines (Marseille), Théâtre de Vénissieux, RAMDAM, un centre d'art (Saint-Foy-les-Lyons), commandé par Philippe Vincent à partir de l’Orestie d’Eschyle.
- 2004 : création de Donc, là…, Compagnie Doppler, performance chorégraphique et sonore pour le Festival Musique Action de l’Espace André Malraux (Vandoeuvre-les-Nancy), La Ville de Bar-le-Duc (Lorraine), Les Tanneries de Barjols (Var), Les Journées du patrimoine (Isère), Museum d’Histoire naturelle de Grenoble.
- 2006-2007 : collaboration avec Carolyn Carlson, Ateliers de Paris-Carolyn Carlson, Centre chorégraphique national du Nord-Pas-de-Calais.
- 2005 : interprète de Autopsie d’une émotion III, Christie Lehuédé, Opening Night Production.
- 2005 : création de Lune, oh, Attention…, Objets en mouvements et Jeux, quatre pièces chorégraphiques pour les enfants des écoles de Lorraine dans la cadre du Plan local d’Education artistique et culturelle de l’Education nationale.
- 2007 : auteur-interprète de A nous deux, Fanny de Chaillé, duo, Sujet à Vif, Festival d’Avignon.
- 2007 : création de Carte postale chorégraphique, court-métrage commandé par José Montalvo et Dominique Hervieu, CCN de Créteil.
- 2008 : création d'une pièce commandée par le Théâtre de Beauvais mettant en scène de jeunes autistes en IME.
- 2008-2009 : création de Dead-Heat, Compagnie Doppler, CCN de Créteil, duo avec Caroline Picard, musique Marc Kazarnovski.